# Agustín Calleri
Agustín Calleri, né le 14 septembre 1976 à Río Cuarto, est un joueur de tennis argentin. Il a obtenu ses meilleurs résultats sur terre battue.
Vainqueur de deux tournois International Series Gold et finaliste du Masters de Hambourg en 2003, il a atteint la 16e place mondiale deux mois plus tard. Il n'a jamais dépassé le 3e tour dans les tournois du Grand Chelem en 33 participations.
En mai 2018, il est élu président de la Fédération argentine de tennis face à José Luis Clerc.

## Palmarès

### Titres en simple messieurs
| No | Date       | Nom et lieu du tournoi                                  | Catégorie   | Dotation  | Surface      | Finaliste          | Score          |          |
| -- | ---------- | ------------------------------------------------------- | ----------- | --------- | ------------ | ------------------ | -------------- | -------- |
| 1  | 24-02-2003 | Abierto Mexicano de Tenis Telefónica Movistar, Acapulco | Series Gold | 665 000 $ | Terre (ext.) | Mariano Zabaleta   | 7-5, 3-6, 6-3  | Parcours |
| 2  | 24-07-2006 | Generali Open, Kitzbühel                                | Series Gold | 735 000 $ | Terre (ext.) | Juan Ignacio Chela | 7-69, 6-2, 6-3 | Parcours |

### Finales en simple messieurs
| No | Date       | Nom et lieu du tournoi                                  | Catégorie      | Dotation    | Surface      | Vainqueur         | Score         |          |
| -- | ---------- | ------------------------------------------------------- | -------------- | ----------- | ------------ | ----------------- | ------------- | -------- |
| 1  | 18-02-2002 | Copa AT&T, Buenos Aires                                 | Int' Series    | 400 000 $   | Terre (ext.) | Nicolás Massú     | 2-6, 7-6, 6-2 | Parcours |
| 2  | 07-04-2003 | Estoril Open, Estoril                                   | Int' Series    | 500 000 $   | Terre (ext.) | Nikolay Davydenko | 6-4, 6-3      | Parcours |
| 3  | 12-05-2003 | Tennis Masters Hamburg, Hambourg                        | Masters Series | 2 200 000 $ | Terre (ext.) | Guillermo Coria   | 6-3, 6-4, 6-4 | Parcours |
| 4  | 23-02-2004 | Brasil Open, Costa do Sauípe                            | Int' Series    | 355 000 $   | Terre (ext.) | Gustavo Kuerten   | 3-6, 6-2, 6-3 | Parcours |
| 5  | 18-07-2005 | The Priority Telecom Open, Amersfoort                   | Int' Series    | 355 000 $   | Terre (ext.) | Fernando González | 7-5, 6-3      | Parcours |
| 6  | 21-08-2006 | Pilot Pen Tennis presented by Michelob Ultra, New Haven | Int' Series    | 650 000 $   | Dur (ext.)   | Nikolay Davydenko | 6-4, 6-3      | Parcours |

### Titres en double messieurs
| No | Date       | Nom et lieu du tournoi               | Catégorie   | Dotation  | Surface         | Partenaire        | Finalistes                   | Score             |          |
| -- | ---------- | ------------------------------------ | ----------- | --------- | --------------- | ----------------- | ---------------------------- | ----------------- | -------- |
| 1  | 10-02-2003 | BellSouth Open by Rosen Viña del Mar | Int' Series | 320 000 $ | Terre (ext.)    | Mariano Hood      | František Čermák Leoš Friedl | 6-3, 1-6, 6-4     |          |
| 2  | 24-10-2005 | Davidoff Swiss Indoors Basel Bâle    | Int' Series | 975 000 $ | Moquette (int.) | Fernando González | Stephen Huss Wesley Moodie   | 7-5, 7-5          | Parcours |
| 3  | 18-02-2008 | Copa Telmex Buenos Aires             | Int' Series | 441 000 $ | Terre (ext.)    | Luis Horna        | Werner Eschauer Peter Luczak | 6-0, 66-7, [10-2] | Parcours |

### Finale en double messieurs
| No | Date       | Nom et lieu du tournoi           | Catégorie   | Dotation  | Surface      | Vainqueurs                    | Partenaire | Score             |          |
| -- | ---------- | -------------------------------- | ----------- | --------- | ------------ | ----------------------------- | ---------- | ----------------- | -------- |
| 1  | 25-02-2008 | Abierto Mexicano Telcel Acapulco | Series Gold | 769 000 $ | Terre (ext.) | Oliver Marach Michal Mertiňák | Luis Horna | 6-2, 63-7, [10-7] | Parcours |

## Parcours dans les tournois duGrand Chelem

### En simple
| Année | Open d'Australie | Open d'Australie | Internationaux de France | Internationaux de France | Wimbledon       | Wimbledon       | US Open         | US Open           |
| ----- | ---------------- | ---------------- | ------------------------ | ------------------------ | --------------- | --------------- | --------------- | ----------------- |
| 1999  | —                | —                | 2e tour                  | Albert Costa             | —               | —               | —               | —                 |
| 2000  | —                | —                | 3e tour                  | Andreï Medvedev          | —               | —               | 3e tour         | Pete Sampras      |
| 2001  | 2e tour          | Todd Martin      | 2e tour                  | Gustavo Kuerten          | 1er tour        | Olivier Rochus  | 1er tour        | Hicham Arazi      |
| 2002  | 1er tour         | Carlos Moyà      | 1er tour                 | David Nalbandian         | 1er tour        | Fabrice Santoro | 1er tour        | Fernando Meligeni |
| 2003  | 1er tour         | Sargis Sargsian  | 1er tour                 | Franco Squillari         | 2e tour         | Flavio Saretta  | 2e tour         | Xavier Malisse    |
| 2004  | 2e tour (1/32)   | G. Cañas         | 1er tour (1/64)          | M. Safin                 | —               | —               | —               | —                 |
| 2005  | 2e tour (1/32)   | T. Johansson     | —                        | —                        | —               | —               | 1er tour (1/64) | D. Ferrer         |
| 2006  | 1er tour (1/64)  | M. Ančić         | —                        | —                        | 2e tour (1/32)  | S. Wawrinka     | 1er tour (1/64) | C. Moyà           |
| 2007  | 1er tour (1/64)  | Z. Fleishman     | 1er tour (1/64)          | M. Zabaleta              | 2e tour (1/32)  | L. Hyung-taik   | 3e tour (1/16)  | J. Mónaco         |
| 2008  | 2e tour (1/32)   | S. Koubek        | 1er tour (1/64)          | M. Fish                  | 2e tour (1/32)  | G. Simon        | 2e tour (1/32)  | N. Davydenko      |
| 2009  | 1er tour (1/64)  | G. García-López  | 1er tour (1/64)          | N. Almagro               | 1er tour (1/64) | G. García-López | —               | —                 |

N.B. : à droite du résultat se trouve le nom de l'ultime adversaire.

### En double
| Année | Open d'Australie            | Open d'Australie      | Internationaux de France    | Internationaux de France | Wimbledon                   | Wimbledon               | US Open                       | US Open                |
| ----- | --------------------------- | --------------------- | --------------------------- | ------------------------ | --------------------------- | ----------------------- | ----------------------------- | ---------------------- |
| 2003  | —                           | —                     | —                           | —                        | 1er tour (1/32) S. Roitman  | M. García D. Nalbandian | 1er tour (1/32) A. Schneiter  | R. Leach B. MacPhie    |
| 2004  | —                           | —                     | —                           | —                        | —                           | —                       | —                             | —                      |
| 2005  | 1er tour (1/32) A. Martín   | J. Benneteau N. Mahut | —                           | —                        | —                           | —                       | —                             | —                      |
| 2006  | 1er tour (1/32) C. Berlocq  | C. Rochus S. Wawrinka | —                           | —                        | —                           | —                       | 1er tour (1/32) L. Arnold Ker | F. Santoro N. Zimonjić |
| 2007  | —                           | —                     | —                           | —                        | 1er tour (1/32) N. Lapentti | M. García S. Prieto     | 2e tour (1/16) L. Horna       | S. Aspelin J. Knowle   |
| 2008  | 2e tour (1/16) J. Brzezicki | E. Butorac K. Ullyett | 1er tour (1/32) N. Lapentti | R. Ram B. Reynolds       | —                           | —                       | 2e tour (1/16) F. González    | M. Mertiňák L. Zovko   |
| 2009  | 1er tour (1/32) E. Schwank  | S. Huss R. Hutchins   | —                           | —                        | —                           | —                       | —                             | —                      |

N.B. : le nom du ou de la partenaire se trouve sous le résultat ; le nom des ultimes adversaires se trouve à droite.

## Parcours dans lesMasters 1000
| Année | Indian Wells             | Miami                     | Monte-Carlo             | Rome                    | Hambourg puis Madrid | Canada               | Cincinnati                | Stuttgart puis Madrid puis Shanghai | Paris                |
| ----- | ------------------------ | ------------------------- | ----------------------- | ----------------------- | -------------------- | -------------------- | ------------------------- | ----------------------------------- | -------------------- |
| 2000  | —                        | 2e tour T. Henman         | —                       | —                       | —                    | —                    | —                         | —                                   | —                    |
| 2001  | —                        | 1er tour I. Ljubičić      | —                       | —                       | 2e tour S. Grosjean  | —                    | —                         | —                                   | —                    |
| 2002  | —                        | 3e tour A. Agassi         | 1er tour Y. El Aynaoui  | 1/8 de finale A. Agassi | —                    | —                    | —                         | 1/4 de finale S. Grosjean           | —                    |
| 2003  | 1/8 de finale G. Kuerten | 2e tour Y. El Aynaoui     | 1er tour J. I. Chela    | 2e tour G. Gaudio       | Finale G. Coria      | 1er tour J. I. Chela | 1er tour M. Youzhny       | 2e tour V. Spadea                   | 1er tour J. Björkman |
| 2004  | 1/8 de finale I. Labadze | 1/4 de finale V. Spadea   | 1/8 de finale A. Martín | —                       | —                    | —                    | —                         | 1er tour A. Dupuis                  | -                    |
| 2005  | 2e tour P. Srichaphan    | 1er tour A. Martín        | 1er tour V. Hănescu     | —                       | —                    | —                    | —                         | 2e tour D. Ferrer                   | —                    |
| 2006  | 1er tour N. Massú        | 1/4 de finale I. Ljubičić | —                       | —                       | —                    | —                    | —                         | 2e tour T. Berdych                  | —                    |
| 2007  | 2e tour J. Hernych       | —                         | —                       | 1er tour P. Starace     | 1er tour L. Hewitt   | 1er tour T. Haas     | 1er tour P. Kohlschreiber | 2e tour G. Cañas                    | —                    |
| 2008  | —                        | 1er tour K. Anderson      | 1er tour A. Seppi       | —                       | —                    | —                    | —                         | —                                   | —                    |
| 2009  | —                        | 2e tour J.-W. Tsonga      | —                       | —                       | —                    | —                    | —                         | —                                   | —                    |

N.B. : sous le résultat se trouve le nom de l’ultime adversaire.